# Circondario marittimo
Il circondario marittimo è una suddivisione amministrativa del litorale italiano.
È l'ambito di competenza dell'Ufficio circondariale marittimo ed ha normalmente sede in un porto minore. Secondo quanto previsto dal "Codice della navigazione del 1942  e dal suo regolamento di attuazione del 1952 , è gerarchicamente assoggettato al compartimento marittimo (capitaneria di porto) e quindi alla zona marittima (direzione marittima), mentre esercita la propria competenza sugli uffici locali marittimi e sulle delegazioni di spiaggia, aventi sede negli approdi minori.
Il Circondario marittimo è retto da un Capo del circondario che è un ufficiale superiore di porto facente parte del corpo delle capitanerie di porto e l'ufficio dove risiede si chiama ufficio circondariale marittimo. Il capo del circondario marittimo ha carica e titolo di comandante del porto o dell'approdo in cui ha sede.

## Compiti
Gli uffici circondariali marittimi hanno attribuzioni analoghe a quelle dei compartimenti marittimi, ma ridotte nella estensione, restando tuttavia identica la natura delle funzioni istituzionale. Gli uffici circondariali marittimi, salvo quelli autorizzati dal ministero, non tengono le matricole della gente di mare di 1ª e 2ª Categoria e le matricole delle navi maggiori. L'unico ufficio circondariale marittimo in Italia autorizzato eccezionalmente a tenere le matricole della gente di mare di 1ª, 2ª e 3ª Categoria, è l'Ufficio Circondariale Marittimo di Porto Santo Stefano.
Gli uffici circondariali marittimi esercitano la vigilanza sugli uffici locali marittimi e sulle delegazioni di spiaggia dipendenti.

## Competenze giurisdizionali
L'art. 1238 del codice della navigazione attribuiva al comandante di porto capo di circondario la cognizione delle contravvenzioni in materia di navigazione marittima previste dal codice medesimo; in base all'art. 1242, egli poteva anche pronunciare la condanna con decreto penale. Al comandante di porto era inoltre devoluta la cognizione di alcune cause in materia civile. Il comandante di porto poteva dunque sollevare, nell'ambito del procedimento di cui aveva cognizione, questione di costituzionalità dinanzi alla Consulta.
Tali previsioni sono state dichiarate illegittime dalla Corte costituzionale.

## Elenco dei circondari marittimi
Di seguito viene elencata una lista completa dei circondari marittimi in Italia segnati in grassetto sotto le rispettive Compamare e le rispettive direzioni marittime:
- Genova
  - Genova (GE)
    - Santa Margherita Ligure

  - Imperia (IM)
    - Sanremo

  - Savona (SV)
    - Alassio
    - Loano - Albenga
- Livorno
  - Livorno (LI)
    - Piombino
    - Porto Santo Stefano
- Civitavecchia
  - Roma Fiumicino (ROMA)
    - Anzio

  - Gaeta (GA)
    - Ponza
    - Terracina
- Napoli
  - Napoli (NA)
    - Capri
    - Ischia
    - Pozzuoli
    - Procida

  - Castellammare di Stabia (CS)
    - Torre Annunziata

  - Salerno (SA)
    - Agropoli
    - Palinuro
- Reggio Calabria
  - Reggio Calabria (RC)
    - Roccella Ionica

  - Crotone (CR)
    - Soverato

  - Vibo Valentia (VM)
    - Maratea
    - Cetraro

- Cagliari
  - Cagliari (CA)
    - Carloforte
    - Sant'Antioco
    - Portoscuso
    - Arbatax

  - Oristano (OS)
    - Bosa
- Olbia Zona istituita con DPR 161 dell'11 settembre 2008
  - Olbia (OL)
    - Golfo Aranci

  - La Maddalena (LM)
  - Porto Torres (PT)
    - Alghero
- Palermo
  - Palermo (PA)
    - Termini Imerese
    - Terrasini
    - Porticello

  - Porto Empedocle (PE)
    - Licata
    - Sciacca
    - Lampedusa

  - Trapani (TP)
    - Marsala
    - Pantelleria

  - Mazara del Vallo
- Catania
  - Catania (CT)
    - Riposto

  - Milazzo (MZ)
    - Lipari
    - Sant'Agata di Militello

- Bari
  - Bari (BA)
    - Monopoli

  - Gallipoli (GL)
    - Otranto

  - Manfredonia (MF)
    - Vieste

  - Molfetta (ML)
- Pescara
  - Pescara (PC)
    - Giulianova

  - Ortona (OR)
    - Vasto
- Ancona
  - Ancona (AN)
    - Civitanova Marche

  - Pesaro (PS)
    - Fano

  - San Benedetto del Tronto (SB)
    - Porto San Giorgio
- Ravenna
  - Ravenna (RA)
    - Porto Garibaldi

  - Rimini (RM)
    - Cesenatico
- Venezia
  - Venezia (VE)
    - Caorle
    - Jesolo
- Trieste
  - Monfalcone (MN)
    - Grado
    - Porto Nogaro